# Mark Brzezinski
Mark Francis Brzezinski (ur. 7 kwietnia 1965) – amerykański prawnik i dyplomata pochodzenia polsko-czeskiego. Ambasador Stanów Zjednoczonych w Szwecji w latach 2011–2015, ambasador Stanów Zjednoczonych w Polsce w latach 2022–2025.

## Życiorys
Syn polsko-amerykańskiego politologa Zbigniewa Brzezińskiego i szwajcarskiej rzeźbiarki Emilie Beneš pochodzenia czeskiego, a także wnuk polskiego dyplomaty Tadeusza Brzezińskiego. Ukończył Dartmouth College, następnie University of Virginia School of Law w Charlottesville. Uczestniczył w programie Fulbrighta, jako stypendysta przebywał w Polsce. Na Uniwersytecie Oksfordzkim obronił pracę doktorską pt. Struggle for the Constitutionalism in Poland o przeobrażeniach konstytucyjnych w Polsce.
W administracji Billa Clintona był w latach 1999–2001 doradcą do spraw Europy Wschodniej w Radzie Bezpieczeństwa Narodowego, za prezydentury George’a Busha prowadził prywatną praktykę i wykładał na Columbia University.

### Kariera dyplomatyczna
Podczas kampanii wyborczej przed wyborami prezydenckimi w USA w 2008 był doradcą Baracka Obamy, a po jego zaprzysiężeniu na prezydenta był brany pod uwagę jako kandydat na ambasadora USA w Polsce. W październiku 2011 został mianowany ambasadorem USA w Szwecji. Pełnił tę funkcję do 2015.
4 sierpnia 2021 Biały Dom ogłosił jego nominację na stanowisko ambasadora w Polsce, a 18 grudnia 2021 Senat Stanów Zjednoczonych zatwierdził jego wybór. 1 grudnia 2021 podczas wysłuchania przed Senatem powiedział, że w kontaktach z władzami Polski będzie podkreślał wagę bezstronnego sądownictwa, niezależnych mediów i poszanowania praw człowieka dla wszystkich, w tym osób LGBTQI+ i członków innych mniejszości.
19 stycznia 2022 został przez wiceprezydent Kamalę Harris zaprzysiężony na amerykańskiego ambasadora w Polsce. 22 lutego 2022, podczas uroczystości w Belwederze, złożył listy uwierzytelniające na ręce prezydenta Andrzeja Dudy. Tym samym oficjalnie rozpoczął swoją misję dyplomatyczną w Polsce. W listopadzie 2024, w związku z wygraną wyborów prezydenckich w USA przez Donalda Trumpa złożył rezygnację z funkcji ambasadora w Polsce (ze skutkiem na dzień 20 stycznia 2025)

### Późniejsza działalność
Po zakończeniu kadencji ambasadorskiej pozostał w Polsce, rozpoczynając pracę w sektorze prywatnym. Dołączył do rady nadzorczej firmy działającej na rynku ochrony zdrowia, Pelion S.A. oraz Rady Doradców Strategicznych Unimot.

## Życie prywatne
Mark Brzezinski jest bratem Miki i Iana (eksperta ds. polityki zagranicznej i spraw wojskowych) oraz kuzynem Matthew Brzezinskiego (pisarza i dziennikarza). Deklaruje znajomość języka polskiego. Obecnie jest rozwiedziony. Od 1991 jego żoną była prawniczka Carolyn M. Campbell, a w latach 2008–2022 Natalia Lopatniuk. Od ok. 2022 jego partnerką jest Olga Leonowicz.

### Kwestia obywatelstwa
W 2021, po wyborach prezydenckich w USA, desygnowany został na stanowisko ambasadora w Polsce. Przez kilka miesięcy do objęcia tej funkcji dojść jednak nie mogło, ponieważ strona polska podnosiła, iż Mark Brzezinski jako syn Zbigniewa Brzezińskiego (Polaka z pochodzenia, który nigdy nie zrzekł się polskiego obywatelstwa) jest formalnie także obywatelem polskim i jako taki nie może być ambasadorem obcego państwa w Polsce. W lipcu 2021 próbowano znaleźć wyjście z tego pata, sięgając do umów międzynarodowych z czasów PRL o unikaniu podwójnego obywatelstwa krajów ówczesnego bloku wschodniego. Zbigniew Brzeziński, ojciec Marka, był w chwili jego urodzin Amerykaninem, ale też formalnie obywatelem polskim, a jego żona obywatelką Czechosłowacji. Ponieważ do osiągnięcia pełnoletności przez Marka jego rodzice nie wskazali, czyje ma on mieć obywatelstwo (ojca czy matki), to zgodnie z brzmieniem tamtych przepisów automatycznie miał on otrzymać obywatelstwo matki. W ten sposób starano się ominąć formalną przeszkodę w objęciu przez Marka Brzezinskiego funkcji ambasadora USA w Polsce.

## Odznaczenia
- Krzyż Komandorski Orderu Zasługi RP – Polska, nadanie 2024[20], wręczenie 2025[21]
- Krzyż Oficerski Orderu Zasługi RP – Polska, 2007[22]
- Komandor I klasy Orderu Gwiazdy Polarnej – Szwecja, 2018[23]